# Club Atlético Valladolid
El Club Atlético Valladolid es un equipo de fútbol mexicano que juega en la Tercera División. Tiene su sede en la ciudad de Morelia, Michoacán.

## Historia
El equipo fue fundado por primera ocasión en 1959 tras el primer ascenso del por entonces llamado Club Deportivo Morelia a Primera División, participó en la Segunda División de México, dejando de competir en 1962.
En 1979 el equipo resurgió desde la Tercera División, sin embargo, en 1981, tras el ascenso del equipo Atlético Morelia al máximo circuito, un grupo de empresarios adquirió la licencia federativa del Club Atletas Industriales de Querétaro, con el objetivo de ocupar el lugar que había dejado el conjunto moreliano en Segunda División. En 1983 el equipo fue vendido a la Universidad Autónoma Benito Juárez de Oaxaca, ya que el club moreliano afrontaba problemas económicos, de esta manera desapareció para dejar su lugar a un equipo representativo de la casa de estudios oaxaqueña.
En 2016 el equipo fue refundado bajo una nueva administración que buscaba retomar el nombre del club y tratar de desarrollarlo para conseguir competir en las categorías profesionales. Durante su primera temporada compitió con el nombre de Generales de Navojoa, pues se adquirió esa franquicia para poder participar, lo que provocó que el club debutara después de lo planeado al tener problemas con su registro.
Finalmente, en la temporada 2017-18 se consiguió el registro propio ante la Federación Mexicana de Fútbol. En la parte final de ese ciclo futbolístico, el equipo se mudó de Morelia a Pátzcuaro, tras tener problemas respecto a la utilización de los estadios Venustiano Carranza y Olímpico Universitario de la UMSNH, además de aducir la falta de apoyo por parte de las autoridades locales.
En 2019 el equipo abandona el estado de Michoacán por problemas económicos además de la falta de apoyo gubernamental y de patrocinadores. Tras conseguir una nueva ubicación en Chiapas, el equipo no fue aceptado en la nueva temporada por las deudas contraídas ante la FMF. Para la temporada 2020-21 el equipo volvió a competir, además regresó a jugar a Morelia como local, sin embargo, en octubre de 2020 el equipo se fusionó con el proyecto de las ligas menores Panteras y crearon un nuevo club llamado Ates Morelia RC, el cual utilizó de manera oficial el registro del Atlético en la Tercera División.
Para la temporada 2021-2022 el equipo vuelve a participar como Atlético Valladolid bajo la administración de la Promotora Deportiva Valladolid, encabezada por Heriberto Morales y José Alfredo Pérez Ferrer, grupo que también administra el Club de Fútbol La Piedad. En enero de 2022 el equipo pasó a llamarse de manera extraoficial como Cantereros Morelia, sin embargo, esta denominación únicamente fue utilizada durante el primer semestre de ese año, ya que se retomó el nombre Atlético Valladolid para la temporada 2022-2023.

## Temporadas
| Temporada | División          | Posición                                |
| --------- | ----------------- | --------------------------------------- |
| 2016/2017 | 5.Tercera         | 1.º Grupo VIII (Octavos de final)       |
| 2017/2018 | 5.Tercera         | 2.º Grupo VIII (Dieciseisavos de final) |
| 2018/2019 | 5.Tercera         | 10.º Grupo VIII                         |
| 2019/2020 | Sin participación | Sin participación                       |
| 2020/2021 | 5.Tercera         | 7.º Grupo IX                            |
| 2021/2022 | 5.Tercera         | 10.º Grupo X                            |